# Cabañas de Ebro
Cabañas de Ebro è un comune spagnolo di 544 abitanti situato nella comunità autonoma dell'Aragona.